# Alexander Frohn
Alexander Frohn (* 1978 in Aachen) ist ein deutscher Black-Metal-Musiker. Er ist auch unter dem Pseudonym Alexander von Meilenwald bekannt. Zwischenzeitlich benutzte er ebenfalls das Pseudonym Rykthius.

## Werdegang
Alexander Frohn begann seine musikalische Laufbahn 1993 als Schlagzeuger und Komponist von Nagelfar. Ausgangspunkt waren die Lektüre eines Interviews mit Nocturno Culto von Darkthrone und der darauf folgende Erwerb des Albums A Blaze in the Northern Sky. Nach drei Alben löste sich die Band 2002 auf.
Im Nachgang entstand 2003 The Ruins of Beverast. Der zuvor reine Schlagzeuger Frohn verantwortet hier zusätzlich noch Gesang, Gitarre, Bass und Keyboard. Das Wort „Beverast“ ist dabei eine von Frohn entwickelte Ableitung des Wortes Bifröst, der Brücke, die Miðgarðr und Asgarðr in der nordischen Mythologie verbindet.
Neben seinem eigenen Projekt hat sich Frohn über die Zeit auch immer wieder bei anderen Gruppen eingebracht, so als Schlagzeuger bei Truppensturm, Heemat und Kermania sowie Verdunkeln. Die Motivation ist dabei unterschiedlich: Mal engagiert er sich, weil eine Band nicht „auf einen beschissenen Trommel-Computer zurückgreifen“ möchte (Abusus), mal hilft er bei einem Einmannprojekt live aus (Truppensturm). Bei der belgischen Band Wolvennest war auf dem Album „Void“ (2015) Gastsänger bei dem Stück „L’heure Noir“.

## Trivia
Parallel zu seiner musikalischen Tätigkeit studierte Frohn Geschichte, Linguistik und Psychologie.
In einem Interview aus dem Jahr 2009 teilte er mit, dass er „das Internet als Musikplattform verachte“, The Ruins of Beverast „dort eigentlich nichts verloren“ hätten, seine „Saufgewohnheiten […] wohl kaum interessante Informationen“ seien und er „generell kein Freund von penetranter Öffentlichkeitspräsenz […] und vom Internet im Speziellen schon gar nicht“ sei. Gut drei Jahre später, als aufgrund einer Anfrage vom Roadburn Festival die Live-Premiere seines Projektes The Ruins of Beverast in der Planung war, gab er jedoch gegenüber dem Rock Hard zu Protokoll:

„Wir haben, wenn ich mich richtig erinnere, abgezählte 14 Live-Gigs gespielt, und ich war bei jedem einzelnen davon hoffnungslos besoffen. […] Live-Erfahrung in dem Sinne, dass ich wirklich lernen und etwas mitnehmen konnte, habe ich erst mit Truppensturm und Verdunkeln sammeln können. Ich mag das Rock-'n'-Roll-Feeling an Live-Tagen.“

## Diskographie

### Mit Abusus
- 2005: Lichter, Gedanken und Lieder schicken wir weit, weit hinüber zu Euch durch Dunkelheit (Album, Ván Records)

### Mit Truppensturm
- 2006: Truppensturm (EP, Ván Records, als Sessiondrummer)
- 2007: Fields of Devastation (Album, Ván Records, als Sessiondrummer)
- 2010: Salute to the Iron Emperors (Album, Ván Records, als Sessiondrummer)
- 2014: Approaching Conflict (Split mit Thorybos, Ván Records, als Sessiondrummer)

### Mit Wolvennest
- 2018: Void (Album, Ván Records, als Gastsänger)